# Пионер-3
Пионер-3 (англ. Pioneer 3) — американский аппарат для изучения Луны с пролётной траектории. Запуск прошёл частично успешно: первая ступень преждевременно завершила работу, зонд преодолел примерно треть расстояния до Луны, упав обратно на Землю.

## Конструкция

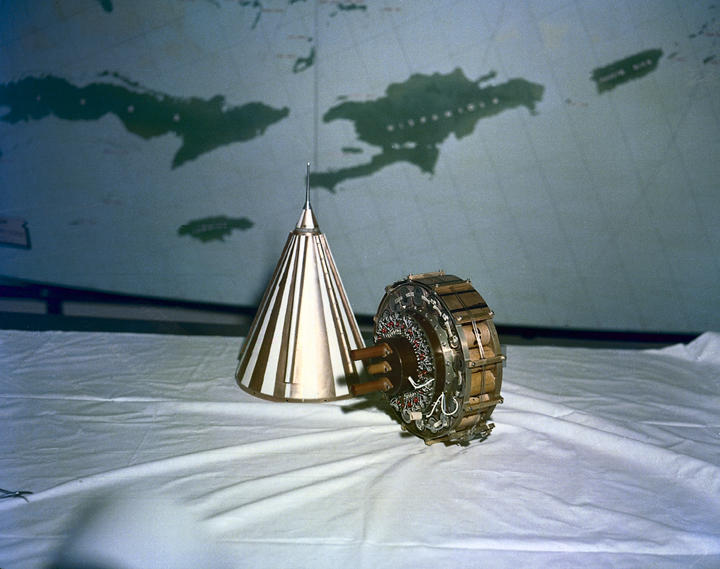
Разобранный зонд Пионер-3

Аппарат имел форму конуса высотой 58 сантиметров и диаметром 25 сантиметров. Корпус был изготовлен из стекловолокна и покрыт золотой плёнкой для электропроводности. Окраска из чёрных и белых полос нанесена для поддержания стабильной температуры от 10 до 50 °С.
На вершине конуса установлена штыревая антенна для связи с Землёй. В основании конуса находилось кольцо из ртутных батарей, обеспечивающих аппарат энергией. Передатчик массой 0,5 кг работал на частоте 960,05 МГц и излучал сигнал мощностью 0,18 Вт. В полёте зонд стабилизировался вращением со скоростью 400 оборотов в минуту. Имелась система замедления вращения до 6 оборотов в минуту при подлёте к Луне. Система состояла из двух 7 граммовых грузов на двух 150-сантиметровых проволоках и гидравлического таймера, запускающего систему через 10 часов после старта. После вытягивания грузов наружу и замедления вращения проволока отцепляется.
Из научного оборудования на Пионере-3 был установлен фотоэлектрический датчик с двумя фотоэлементами, который должен был сработать от света Луны при подлёте на расстояние 30 тыс. км. Также на аппарате имелись два счётчика Гейгера-Мюллера для измерения космической радиации.

## Запуск

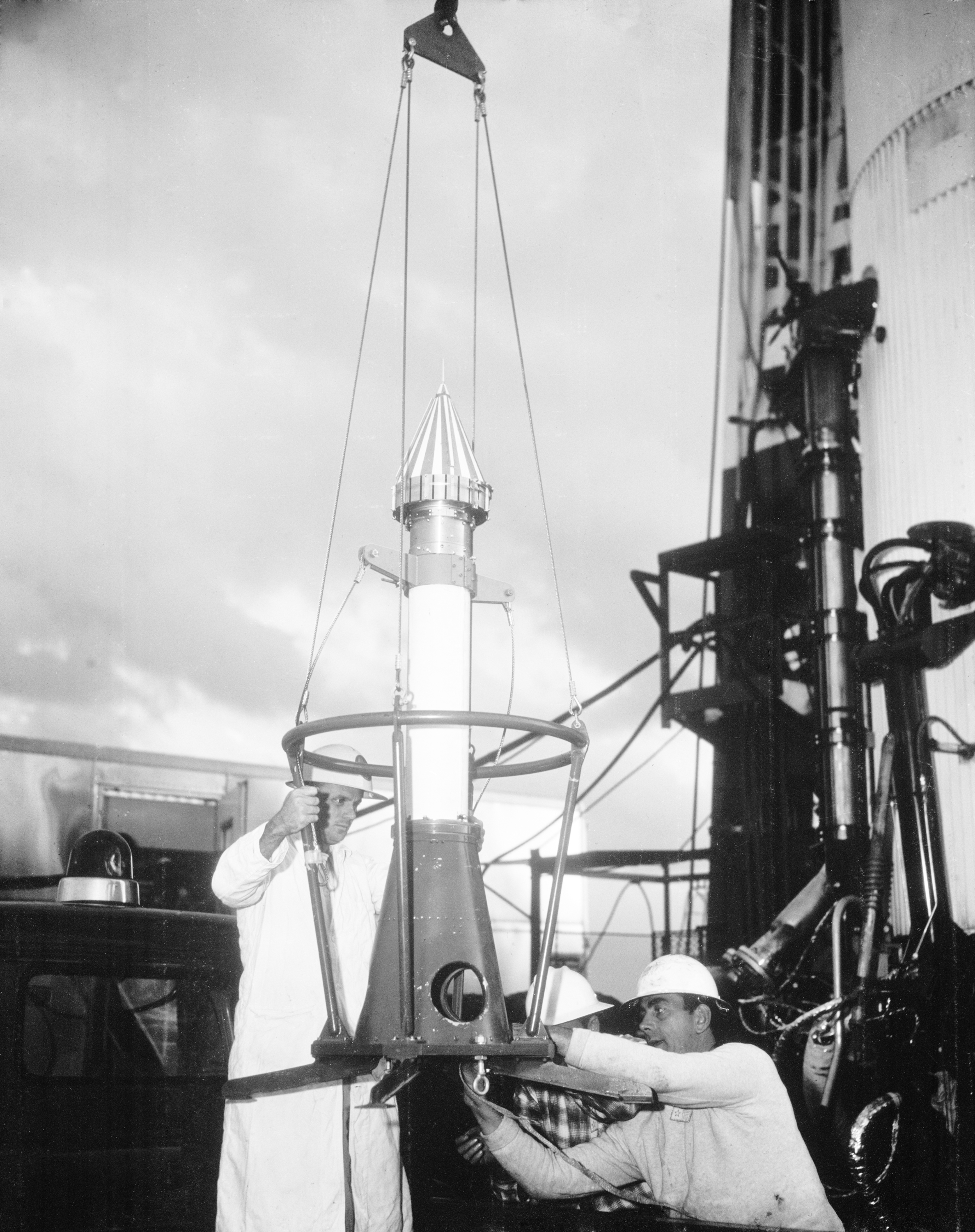
Установка зонда Пионер-3 на ракету

Для запуска Пионера-3 использовалась ракета Юнона-2. Это был первый старт с использованием данной ракеты. Зонд должен был пройти вблизи Луны через 33,75 часа после старта и выйти на околосолнечную орбиту. Однако при запуске 6 декабря 1958 года первая ступень ракеты-носителя прекратила работу на 3,7 секунды раньше, чем требовалось для достижения второй космической скорости. Пионер-3 достиг высоты 102 360 км, прежде чем упасть обратно на Землю и сгореть в атмосфере над Африкой. Полёт продлился 38 часов 6 минут.
Из 38 часов полёта 25 часов аппарат передавал телеметрические данные. Остальные 13 часов были в периоде затемнения от двух станций слежения. Данные, переданные с зонда, показали, что большую часть пролёта температура оставалась около 43 °С. Данные со счётчиков Гейгера-Мюллера позволили открыть второй радиационный пояс Земли.

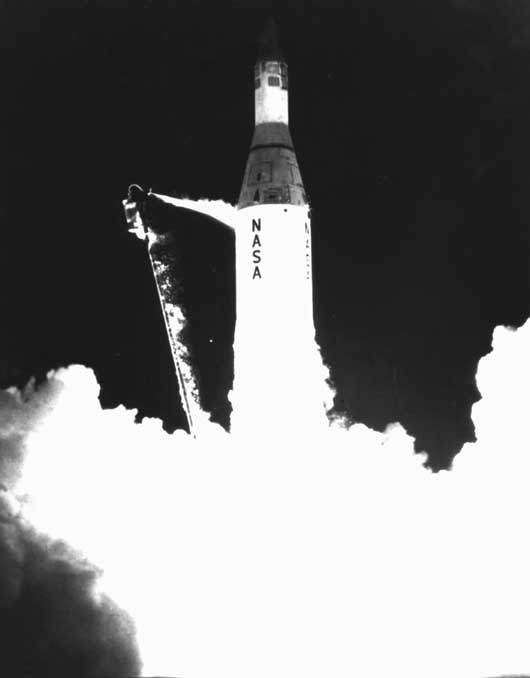
Старт ракеты Юнона-2 с зондом Пионер-3